# Brose Fahrzeugteile
La Brose Fahrzeugteile GmbH & Co. KG è un fornitore per l'industria automobilistica. La società ha sede a Coburgo, ha 63 sedi nel mondo in 23 paesi e produce sistemi meccatronici.
È membro dell'Istituto europeo per le norme di telecomunicazione (ETSI).

## Storia

### Dal 1908 fino alla seconda guerra mondiale
Il 4 marzo 1908 Max Brose apre a Berlino un negozio di ricambi automobilistici, i suoi genitori erano proprietari di una carrozzeria a Wuppertal.
Dopo la prima Guerra mondiale il 14 giugno 1919 a Coburg, Max Brose e Ernst Jühling, fondano la  Metallwerk Max Brose & Co. per la produzione e il commercio di materiale per l’industria dell’auto e aeronautica. Viene acquisita la firma „Metallwaren Haußknecht & Co“ che all’epoca si trovava a Ketschendorfer Straße.
Dal 1936 viene prodotta la tanica da 20 litri Wehrmacht-Einheitskanister e durante la guerra vengono prodotti inneschi e granate. All’epoca l’azienda aveva 900 collaboratori, e anche circa 200 prigionieri di guerra sovietici.

### Dal 1945 ad oggi
Dal 1945 la società fu controllata per tre anni dalle forze alleate. Meno di 100 dipendenti producevano all’epoca articoli per la casa. Venne prodotta dal 1953 la macchina per scrivere „Brosette“(Approfondimento - EN). Dopo aver prodotto più di 40.000 macchine per scrivere la produzione finì nel 1958 e la società si concentrò sulla fornitura di articoli per l’automotive. Viene prodotto in serie l’alzacristalli elettrico dal 1963. Dal 1968 viene prodotto il seggiolino per bambini in auto.
Durante la recessione del 1974 la società si diversificò anche nella produzione di rubinetti per uso domestico e cerniere per mobilio. Nel 1983 viene create la Werk 2 a Coburg. All’epoca a Coburg erano impiegate 1500 persone. Nel 1988 viene fondata la Brose di Coventry, la prima al di fuori della Germania.

## Guida della società
La società è guidata da Michael Stoschek, la figlia Julia Stoschek e il figlio Maximilian Stoschek, così come Christine Volkmann e figlia. Michael Stoschek ha la presidenza del consiglio societario.